# Furious 7: Original Motion Picture Soundtrack
Furious 7: Original Motion Picture Soundtrack – ścieżka dźwiękowa powstała do filmu pt. Szybcy i wściekli 7 z 2015 roku. Płyta została wydana 17 marca 2015 roku nakładem wytwórni Atlantic Records.

## Lista utworów
Opracowano na podstawie materiału źródłowego.
| Nr  | Tytuł utworu                       | Wykonawca                                       | Długość |
| --- | ---------------------------------- | ----------------------------------------------- | ------- |
| 1.  | „Ride Out”                         | Kid Ink, Tyga, Wale, YG, & Rich Homie Quan      | 3:31    |
| 2.  | „Off-Set”                          | T.I. & Young Thug                               | 3:13    |
| 3.  | „How Bad Do You Want It (Oh Yeah)” | Sevyn Streeter                                  | 3:44    |
| 4.  | „Get Low”                          | Dillon Francis & DJ Snake                       | 3:33    |
| 5.  | „Go Hard or Go Home”               | Wiz Khalifa & Iggy Azalea                       | 3:52    |
| 6.  | „My Angel”                         | Prince Royce                                    | 3:10    |
| 7.  | „See You Again”                    | Wiz Khalifa (gości. Charlie Puth)               | 3:49    |
| 8.  | „Payback”                          | Juicy J, Kevin Gates, Future, & Sage the Gemini | 3:58    |
| 9.  | „Blast Off”                        | David Guetta & Kaz James                        | 3:08    |
| 10. | „Six Days (Remix)”                 | DJ Shadow (gości. Mos Def)                      | 3:52    |
| 11. | „Ay Vamos”                         | J Balvin (gości. French Montana & Nicky Jam)    | 4:55    |
| 12. | „G.D.F.R. (Noodles Remix)”         | Flo Rida (gości. Sage the Gemini & Lookas)      | 4:23    |
| 13. | „Turn Down for What”               | DJ Snake & Lil Jon                              | 3:34    |
| 14. | „Meneo”                            | Fito Blanko                                     | 3:44    |
| 15. | „I Will Return”                    | Skylar Grey                                     | 3:56    |
| 16. | „Whip (utwór dodatkowy)”           | Famous to Most                                  | 3:41    |
| 17. | „Hamdulillah (nie wliczone)”       | The Narcicyst (gości. Shadia Mansour)           | 3:25    |
|     |                                    |                                                 | 1:03:28 |

## Notowania
| Lista                         | Kraj              | Pozycja |
| ----------------------------- | ----------------- | ------- |
| Billboard 200                 | Stany Zjednoczone | 1       |
| Billboard Top Soundtracks     | Stany Zjednoczone | 1       |
| Billboard Top Digital Albums  | Stany Zjednoczone | 1       |
| Billboard Top Rap Albums      | Stany Zjednoczone | 1       |
| Billboard R&B Albums          | Stany Zjednoczone | 1       |
| Billboard Top Canadian Albums | Kanada            | 2       |
| OLiS                          | Polska            | 44      |
| SNEP                          | Francja           | 21      |